# Gran Premio Città di Montecatini
Gran Premio Città di Montecatini är ett travlopp för 4-åriga och äldre varmblodiga travare. Det hålls årligen i augusti på Ippodromo Montecatini i Montecatini i Italien. Det är ett Grupp 1-lopp, det vill säga ett lopp av högsta internationella klass. Loppet körs över distansen 1640 meter.

## Segrare
| År   | Vinnare            | Kusk                  | Tränare               | Tid     | Tvåa               | Trea              |
| ---- | ------------------ | --------------------- | --------------------- | ------- | ------------------ | ----------------- |
| 2024 | Dolce Viky         | Roberto Vecchione     | Alessandro Gocciadoro | 1.12,2a | Vincero' Gar       | Akela Pal Ferm    |
| 2023 | Vernissage Grif    | Alessandro Gocciadoro | Alessandro Gocciadoro | 1.11,2a | City Lux           | Bonneville Gifont |
| 2022 | Vincero' Gar       | Pietro Gubellini      | Pietro Gubellini      | 1.11,3a | Cokstile           | Diamanten         |
| 2021 | Vernissage Grif    | Alessandro Gocciadoro | Alessandro Gocciadoro | 1.10,4a | Billie de Montfort | Zacon Gio         |
| 2020 | Vernissage Grif    | Alessandro Gocciadoro | Alessandro Gocciadoro | 1.10,6a | Zacon Gio          | Arazi Boko        |
| 2019 | Arazi Boko         | Alessandro Gocciadoro | Alessandro Gocciadoro | 1.12,6a | Pantera del Pino   | Deimos Racing     |
| 2018 | Uragano Trebi      | Roberto Vecchione     | Holger Ehlert         | 1.11,3a | Arazi Boko         | Pantera del Pino  |
| 2017 | Timone Ek          | Enrico Bellei         | Philippe Billard      | 1.11,8a | Pascia’ Lest       | Totoo del Ronco   |
| 2016 | Ringostarr Treb    | Roberto Vecchione     | Mouloudi El Taldaoui  | 1.12,2a | Radio Wise         | Osiride Grif      |
| 2015 | Orsia              | Antonino di Nardo     | Massimo Finetti       | 1.11,9a | Napoleon Bar       | Papandreu         |
| 2014 | Mack Grace Sm      | Roberto Andreghetti   | Roberto Andreghetti   | 1.12,5a | Owen Cr            | Louvre            |
| 2013 | Mack Grace Sm      | Roberto Andreghetti   | Lucio Colletti        | 1.13,2a | Owen Cr            | Nicholas Cage     |
| 2012 | Mack Grace Sm      | Roberto Andreghetti   | Lucio Colletti        | 1.12,1a | Linda di Casei     | Newyork Newyork   |
| 2011 | Mack Grace Sm      | Enrico Bellei         | Lucio Colletti        | 1.13,1a | Look Mp            | Miele d'Alfa      |
| 2010 | Opal Viking        | Roberto Andreghetti   | Nils Enqvist          | 1.12,0a | Italiano           | Linda di Casei    |
| 2009 | Irina              | Giampaolo Minnucci    | Holger Ehlert         | 1.13,4a | Opal Viking        | Iago d´Alfa       |
| 2008 | Ghiaccio del Nord  | Enrico Bellei         | Claus Ernst Hollman   | 1.12,7a | Algiers Hall       | Scarlets Aino     |
| 2007 | El Nino            | Enrico Bellei         | Claus Ernst Hollman   | 1.12,3a | Camilla Highness   | Unforgettable     |
| 2006 | Smashing Victory   | Björn Goop            | Olle Goop             | 1.14,9a | Let's Go           | For Kelly Park    |
| 2005 | Smashing Victory   | Olle Goop             | Olle Goop             | 1.13,4a | Java Darche        | First Lavec       |
| 2004 | Java Darche        | Roberto Andreghetti   | Fabrice Souloy        | 1.11,6a | Pegasus Boko       | Another Lindy     |
| 2003 | Intact Hornline    | Hugo Langeweg         | Hugo Langeweg         | 1.13,9a | Java Darche        | Another Lindy     |
| 2002 | Istis Darnoperle   | Gerhard Biendl        | Gerhard Biendl        | 1.14,6a | Volomist           | Vidar             |
| 2001 | Brads Photo        | Wim Paal              | Wim Paal              | 1.12,0a | Kejsare Sund       | Signorelli        |
| 2000 | Attention Flamingo | Andrea Guzzinati      | Edoardo Gubellini     | 1.14,6a | Bell Shadow        | Tome de Sousa     |
| 1999 | Nuke it Linsay     | Heinz Wewering        | Heinz Wewering        | 1.13,3a | Diamond Circle     | Big Smoker        |
| 1998 | Louise Laukko      | Erik Adielsson        | Anders Lindqvist      | 1.15,9a | Diamond Circle     | Kramer Boy        |
| 1997 | Gum Ball           | Stig H Johansson      | Stig H Johansson      | 1.13,7a | Jonas Laukko       | Famous November   |